# 위안수치
위안수치(중국어: 袁叔琪, 병음: Yuán Shúqí, 한자음: 원숙기, 1984년 11월 9일~)는 중화민국의 양궁 선수이다. 2004년 하계 올림픽 여자 단체전에서 동메달을 획득했다.